# Татарнюк Михайло Онуфрійович
Миха́йло Ону́фрійович Татарню́к (псевда «Вій», «Хорев»; 18 жовтня 1913, м-ко Озеряни, тепер село Борщівського району Тернопільської області, Україна — 4 лютого 2007, м. Ванкувер, Канада) — український громадсько-політичний діяч, меценат. Член ОУН (від 1933). Чоловік Ярослави Татарнюк, швагер Оксани Єленюк-Сулятицької. Удостоєний Шевченківської медалі Конґресу Українців Канади.

## Життєпис
Закінчив українську гімназію у Станіславові (нині — Івано-Франківськ), відтак філософський факультет Папської академії в м. Рим (Італія).
У 1939–1941 роках працював вчителем у родинному селі. В 1941 році — провідник ОУН Чортківської округи, а в 1942–1945 роках — Борщівської округи.
Від вересня до листопада 1942 року ув'язнений у Львові, згодом — у нацистському концтаборі у м. Краків (Польща). Співорганізатор підпільної друкарні ОУН-УПА в рідних Озерянах (1943–1946).
1949 року разом з дружиною Ярославою залишає Європу. Молоде подружжя Татарнюків оселяється у місті Ванкувер (Канада). Тут він активно займається громадськими справами української громади. Діяч відділу Конґресу Українців Канади, член комітетів з відзначення річниць Голодомору 1932–1933 рр. в Україні, Тисячоліття хрещення Руси-України та 100-річчя поселення українців у Канаді. 1966–1976 — керівник освітньої секції при відділі Конґресу Українців Канади.
Михайло та Ярослава Татарнюки як меценати відправили чимало ліків, одягу, літератури в 1990-х роках минулого століття у сиротинці, школи-інтернати Тернопільщини та Буковини.

## Творчість
Михайло Татарнюк дослідив і видав «Історію українських католицьких церков і прицерковних організацій у Британській Колумбії (1904–1993)», «50-ліття Конгресу українців Канади. Ванкуверський відділ».
Автор численних публікацій у канадській пресі.